# اوشیا-تائو
اوشیا-تائو (انگلیسی: Oshya-Tau) یک شهرک در شهرستان یانائولسکی استان باشقیرستان کشور روسیه است.